# Andreas Stjernen
Andreas Stjernen (Levanger, 1988. július 30. –) olimpiai- és sírepülő-világbajnok norvég síugró.

## Pályafutása
Stjernen nemzetközi versenyen 2005 februárjában vett részt először a Kontinentális kupa keretei között, ahol végül a 49. helyezett lett. A 2005-ös junior vb-n csapatával a hatodik helyen végzett a finnországi Rovaniemiben. A következő évi (2006-os) junior-világbajnokságon egyéniben a 19., csapatban pedig az ötödik helyet sikerült megszereznie. 2006 márciusában a Kontinentális-kupa bischofshofeni állomásán megszerezte első pontjait a sorozatban. A 2007-es junior vb-n csapatban újra az ötödikek lettek, de egyéniben ezúttal csak a 44. helyen zárt.
2009 márciusában Stjernen először indult el egy síugró-világkupa állomás selejtezőjében, mely a vikersundi sírepülő verseny volt. Mivel a selejtezőben csak a 49. helyen végzett, így nem tudta kvalifikálni magát a versenyre. 2009 decemberében Lillehammerben már összejött neki a versenyen való részvétel, és a 19. helyével rögtön meg is szerezte első világkupa pontjait a sorozatban.
A világkupában 2011 januárjában Szapporóban sikerült először a legjobb 10-ben végeznie, majd 2011 márciusában a Kontinentális-kupában megszerezte élete első győzelmét is. A 2011-12-es Kontinentális-kupában 5 győzelemmel és további két dobogós helyezéssel megszerezte az összetett győzelmet is.
Stjernen 2013. február 16-án az Oberstdorfban megrendezett sírepülő-világkupa állomáson a második helyen végzett, majd egy nappal később a norvég csapattal az első világkupa győzelmét is sikerült megszereznie. A 2013-as északisí-világbajnokságon normálsáncon a 13., nagysáncon a 18., csapatban pedig a negyedik helyen zárt. A következő évben 2014. augusztus 15-én a Stjernen megszerezte első győzelmét a nyári Grand Prix sorozatban is.
A 2015-16-os síugró-világkupában már több dobogós helyezést is szerzett, aminek köszönhetően az év végi összetettben a tizenkettedik lett. A 2017-es északisí-világbajnokságon Lahtiban normálsáncon a 17., a vegyescsapat versenyben pedig az ötödik helyen zárt társaival. Nagysáncon negyedik lett, csapatban pedig második helyen végzett csapattársaival a lengyel csapat mögött. A 2016-17-es világkupa összetettjében újra a 12. helyen zárt a szezon végén.
2018 januárjában a Bad Mitterndorfban megrendezett sírepülő-világkupa versenyen Stjernen-nek sikerült megszereznie első győzelmét a világkupában, majd a 2018-as sírepülő-vb-n csapatban a világbajnoki címet is megnyerte társaival (Robert Johansson,Johann André Forfang és Daniel-André Tande), emellett egyéniben az ötödik lett. Stjernen a Phjongcshangban megrendezett 2018-as téli olimpiai játékokon is részt vett, ahol normálsáncon a 15., nagysáncon pedig a 8. helyezést érte el. Az olimpián a norvég csapat tagjaként olimpiai bajnokok lettek, megelőzve a német és lengyel csapat tagjait. A szezon végén az összetett világkupában a 8. helyen zárt, valamint a sírepülő-világkupa összetettjében az első helyen végzett.
A 2019-es északisí-világbajnokságon Stjernen a vegyescsapat tagjaként bronzérmet szerzett, de egyéniben normálsáncon a 25., nagysáncon pedig csak a 29. lett. Ezek mellett a norvég csapattal is csak az ötödik helyen zárt. A 2018-19-es síugró-világkupán belül megrendezett Raw Air sorozat után Stjernen bejelentette visszavonulását a sportágtól. Utolsó versenyén, 2019. március 14-én a második helyen végzett a japán Kobajasi Rjójú mögött.

## Eredményei

### Olimpia
| Olimpia           | Normálsánc | Nagysánc | Csapat |
| ----------------- | ---------- | -------- | ------ |
| 2018 Phjongcshang | 15.        | 8.       | Arany  |

### Világbajnokságok
| Világbajnokság     | Normálsánc | Nagysánc | Csapat (nagysánc) | Vegyescsapat |
| ------------------ | ---------- | -------- | ----------------- | ------------ |
| 2013 Val di Fiemme | 13.        | 18.      | 4.                | -            |
| 2017 Lahti         | 17.        | 4.       | Ezüst             | 5.           |
| 2019 Seefeld       | 25.        | 29.      | 5.                | Bronz        |

### Sírepülő világbajnokság
| Világbajnokság  | Egyéni | Csapat |
| --------------- | ------ | ------ |
| 2018 Oberstdorf | 5.     | Arany  |

## Világkupa eredményei

### Szezon végi helyezései
| Szezon  | Összetett | Négysánc | Sírepülés | Willingen Five | Raw Air | Planica 7 | Nordic Tournament |
| ------- | --------- | -------- | --------- | -------------- | ------- | --------- | ----------------- |
| 2009/10 | 56        | 41       | —         | N/A            | N/A     | N/A       | 54                |
| 2010/11 | 48        | —        | 42        | N/A            | N/A     | N/A       | N/A               |
| 2011/12 | 37        | —        | 48        | N/A            | N/A     | N/A       | N/A               |
| 2012/13 | 19        | 43       | 3         | N/A            | N/A     | N/A       | N/A               |
| 2013/14 | 43        | —        | —         | N/A            | N/A     | N/A       | N/A               |
| 2014/15 | 36        | —        | 11        | N/A            | N/A     | N/A       | N/A               |
| 2015/16 | 12        | 15       | 10        | N/A            | N/A     | N/A       | N/A               |
| 2016/17 | 12        | 10       | 14        | 4              | N/A     | N/A       | N/A               |
| 2017/18 | 8         | 19       | 1         | 3              | 22      | 8         | N/A               |
| 2018/19 | 19        | 7        | 27        | 38             | —       | —         | N/A               |

### Világkupa győzelmek
| No. | Szezon  | Dátum            | Helyszín                 | Sánc       | Sáncméret |
| --- | ------- | ---------------- | ------------------------ | ---------- | --------- |
| 1   | 2017/18 | 2018. január 13. | Tauplitz/Bad Mitterndorf | Kulm HS235 | FH        |